# 主動議
主動議是在議事規則當中將議案帶入大會的動議，一般分為一般主動議與特別主動議；在優先順序上的位階最低，只有在場沒有其他議案時才能提出。所有的附屬動議可用於它。它在場時也可以提出其他偶發動議或特權動議。